# Anacampserotaceae
Anacampserotaceae là một họ thực vật mới được đề xuất gần đây trong bài báo đăng trên tạp chí Taxon. Nó được Urs Eggli và Reto Nyffeler miêu tả trong phân tích của họ về tính đa ngành trong phân bộ Portulacineae (thuộc bộ Caryophyllales). Họ mới này và định nghĩa của nó dựa trên các dữ liệu phân tử và hình thái học. Ba chi được công nhận là Anacampseros, Grahamia và Talinopsis - trước đây từng được đặt trong họ Portulacaceae. Họ này đã được ấn bản năm 2009 của Angiosperm Phylogeny Group, tức là hệ thống APG III công nhận.

## Phân loại
Theo APG, họ này có 3 chi với khoảng 32 loài, sinh trưởng trong khu vực trung và nam Australia, từ Somalia tới Nam Phi (phần lớn các loài), miền nam Nam Mỹ, bắc México và tây nam Hoa Kỳ như sau:
- Anacampseros: Khoảng 30 loài?
- Grahamia: 6 loài?
- Talinopsis: ? loài.

## Hình ảnh

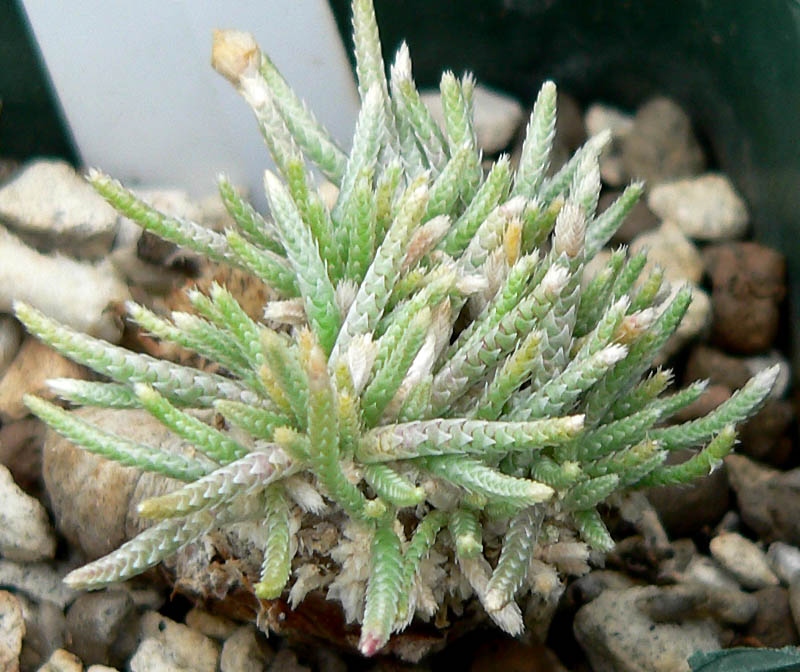
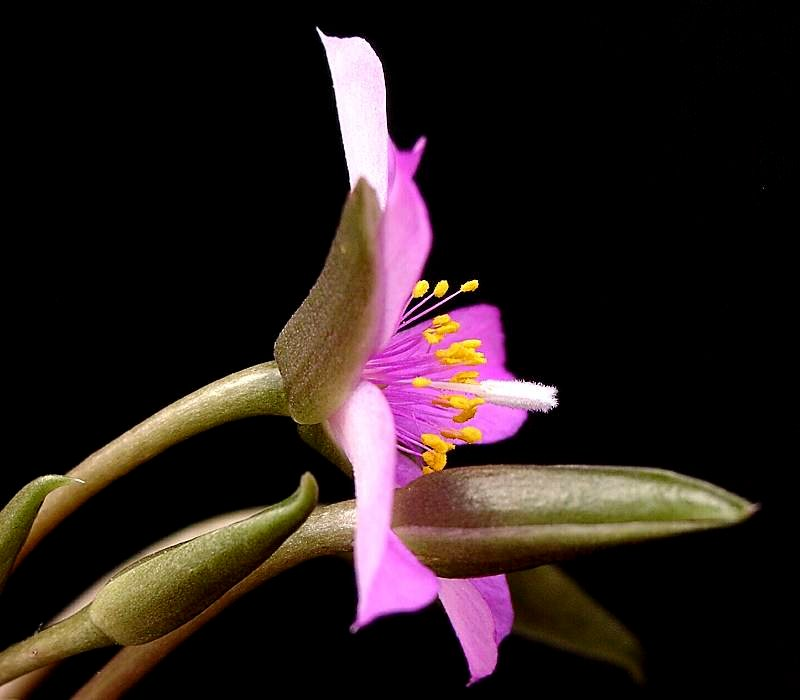
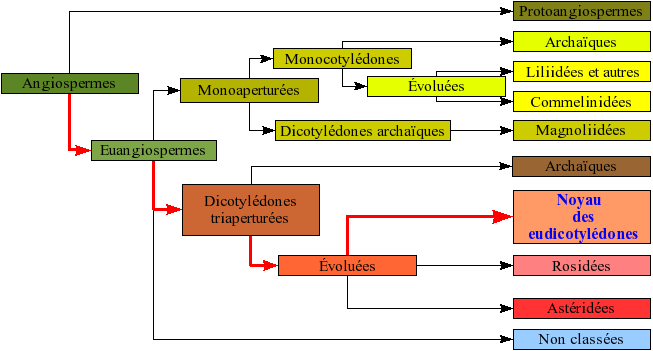
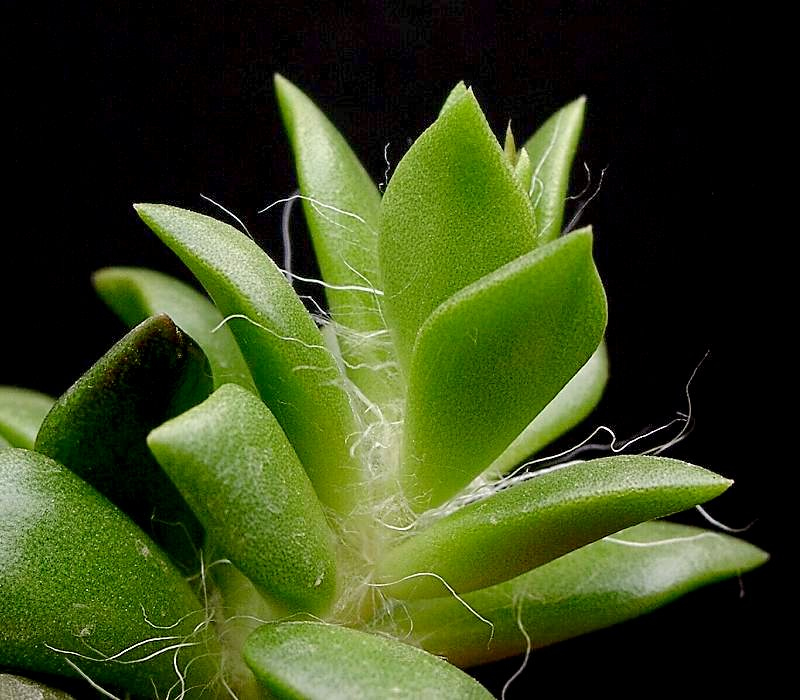